# Jim Keltner
James Lee "Jim" Keltner, född 27 april 1942 i Tulsa, Oklahoma, är en amerikansk trumslagare som spelat med många kända artister - exempelvis John Lennon, George Harrison, Ringo Starr, Ry Cooder och Bob Dylan.